# Henry Güity
Henry Güity (La Ceiba, Atlántida, Honduras; 24 de junio de 1996) es un futbolista hondureño. Juega de Mediocampista y su actual equipo es el Santo Domingo Savio de la Liga de Ascenso de Honduras.

## Trayectoria

### Motagua
Hizo su debut profesional con Motagua el 7 de febrero de 2015, en un partido correspondiente a la Primera Fase de la Copa de Honduras 2015; aquel encuentro lo ganó Motagua por 1-0 al Alianza Becerra. Mientras que el 29 de septiembre de ese año realizó su debut en la Liga Nacional de Honduras en un partido que Motagua empató a dos goles contra el Juticalpa F.C. en Tegucigalpa.

## Clubes
| Club                | País     | Año             |
| ------------------- | -------- | --------------- |
| Motagua             | Honduras | 2015 - 2016     |
| Platense (cesión)   | Honduras | 2016 - 2017     |
| Motagua             | Honduras | 2017 - 2018     |
| Real de Minas       | Honduras | 2021            |
| Vida                | Honduras | 2021 - 2022     |
| Real Sociedad       | Honduras | 2023            |
| Santo Domingo Savio | Honduras | 2024 - Presente |

## Estadísticas
Actualizado el 17 de abril de 2016
| Motagua Honduras                                                 |                     |                     |   |   |   |   |   |   |    |   |
| 2014-15                                                          | 1.ª                 | 0                   | 0 | 1 | 0 | - | - | 1 | 0  |   |
| 2015-16                                                          | 1.ª                 | 5                   | 0 | 1 | 0 | 0 | 0 | 6 | 0  |   |
| Total                                                            | Total               | 5                   | 0 | 2 | 0 | 0 | 0 | 7 | 0  |   |
| Platense Honduras                                                |                     |                     |   |   |   |   |   |   |    |   |
| 2016-17                                                          | 1.ª                 | 4                   | 0 | - | - | - | - | 4 | 0  |   |
| Total                                                            | Total               | 4                   | 0 | 0 | 0 | 0 | 0 | 4 | 0  |   |
| Total en su carrera                                              | Total en su carrera | Total en su carrera | 9 | 0 | 2 | 0 | 0 | 0 | 11 | 0 |
| (1)Incluye Copa de Honduras. (2)Incluye Concacaf Liga Campeones. |                     |                     |   |   |   |   |   |   |    |   |